# 赵会杰
赵会杰（1970年7月—），内蒙古赤峰人，满族，中国共产党党员。中华人民共和国政治人物、第十三届全国人民代表大会内蒙古地区代表。

## 生平
2018年2月24日，当选为第十三届全国人大代表。